# The Crying Light
The Crying Light è il terzo album discografico del gruppo musicale Antony and the Johnsons, pubblicato nel 2009 dall'etichetta Secretly Canadian.

## Il disco
Per la realizzazione dell'album, Antony Hegarty si è avvalso della collaborazione di Nico Muhly, che si è occupato degli arrangiamenti orchestrali insieme allo stesso Antony, di Barry Reynolds (couatore di One Dove) e di Nick Hegarty (coautore di Her Eyes Are Underneath the Ground).
Il primo brano estratto per promuovere l'album è stato Another World, pubblicato il 7 ottobre 2008 all'interno di un EP. Il primo singolo è stato invece Epilepsy Is Dancing, estratto il 9 aprile 2009. Il secondo singolo e terzo brano diffuso del disco è stato infine Aeon, pubblicato (con la cover di Beyoncé Crazy in Love come B-side) il 3 agosto 2009.
È stato realizzato anche un videoclip per il brano Epilepsy Is Dancing, prodotto da The Wachowskis e interpretato da Johanna Constantine, Sean Dorsey, Tino Rodriguez e Virgo Paraiso.
La copertina dell'album è una fotografia del 1977 che ritrae il ballerino Kazuo Ohno, scattata da Naoya Ikegami.

## Tracce
1. Her Eyes Are Underneath the Ground – 4:24
2. Epilepsy Is Dancing – 2:42
3. One Dove – 5:34
4. Kiss My Name – 2:48
5. The Crying Light – 3:18
6. Another World – 4:00
7. Daylight and the Sun – 6:21
8. Aeon – 4:35
9. Dust and Water – 2:50
10. Everglade – 2:58

## Critica
L'album è stato accolto e recensito molto positivamente dalla critica: per il portale AllMusic il disco merita il giudizio di 4,5/5 stelline, Pitchfork attribuisce il voto di 8,6/10, NME quello di 8/10, mentre Rolling Stone e The Guardian si mantengono su un più moderato 3/5.

## Classifiche
| Classifiche (2009)                  | Posizione raggiunta |
| ----------------------------------- | ------------------- |
| Europa Billboard Top 100            | 1                   |
| Belgio (Fiandre)                    | 1                   |
| Spagna (Promusicae)                 | 2                   |
| Svezia                              | 2                   |
| Danimarca                           | 3                   |
| Francia                             | 4                   |
| Olanda                              | 4                   |
| Norvegia                            | 4                   |
| Svizzera                            | 7                   |
| Italia (FIMI)                       | 9                   |
| Germania                            | 15                  |
| Regno Unito (Official Albums Chart) | 18                  |
| Finlandia                           | 23                  |
| Australia                           | 33                  |
| Stati Uniti (Billboard 200)         | 65                  |